# Будераж (Дубенський район)
Будера́ж — село в Україні, у Повчанській сільській громаді Дубенського району Рівненської області. Населення становить 255 осіб.

## Розташування
Знаходиться на Повчанській височині, на березі річки Повчанка.
На півночі примикає до села Повча. В 1991-2017 входило до складу Повчанської сільської ради.

## Історія
На околицях села знайдено залишки давньоруського городища.
У 1906 році село Вербівської волості Дубенського повіту Волинської губернії. Відстань від повітового міста 39 верст, від волості 12. Дворів 30, мешканців 172.
7 (20) листопада 1917 року, відповідно до Третього Універсалу Української Центральної Ради, увійшло до складу Української Народної Республіки.
12 червня 2020 року, відповідно до розпорядження Кабінету Міністрів України № 722-р від «Про визначення адміністративних центрів та затвердження територій територіальних громад Рівненської області», увійшло до складу Повчанської сільської громади.
19 липня 2020 року, в результаті адміністративно-територіальної реформи та ліквідації Дубенського (1939—2020) району, село увійшло до складу Дубенського району.

## Походження назви
Назва Будераж належить до старовинних типу Вітораж, Збараж, Кураж, де кінцеве «ж» утворилось з «д» внаслідок давньої специфіки формування присвійних прикметників. Тому Будераж — це первісний прикметник, oj відповідає на питання «чий» (населений пункт). Він утворений з імені людини Будерад, де початкове (компонентне) «Буд» розвинулось з дієслова будити, а «рад» — із радіти, що в комплексі могло виражати побажання народженому: «Хай буде радісним, нехай стане бадьорим!» Давні імена зразка Будерад, Собірад, Милорад засвідчені з кінця XI століття і вживаються подекуди й зараз.
Отже, Будераж приховує значення «Будерадів» (населений пункт, заснований, привласнений, фундований Будерадом), а документоване «Будорож» з «о», де зараз «е», «а», — результат говіркових звукозмін через чергування «е»-«о» (вести-водити), взаємодію звуків: вплив «о» на «а» відповідно до інших місцевих назв. Народне осмислення назви Будераж різне. То вона приховує змінений вислів «буде раз», бо, мовляв, тут після розгрому татаро-монголів казали «Ще війна буде раз»; то від того, що у лісових гущавинах було багато хижих звірів, котрі «будоражили» (тривожили) людей...

## Постаті
- Міщук Микола Сергійович (1999—2023) — солдат збройних сил України, учасник російсько-української війни.